# Unité urbaine de Cahors
L'unité urbaine de Cahors est une unité urbaine française centrée sur Cahors, préfecture et ville principale du Lot, au cœur de la 23e agglomération urbaine d'Occitanie.

## Données générales
Dans le zonage réalisé par l'Insee en 2010, l'unité urbaine était composée de deux communes.
Dans le nouveau zonage réalisé en 2020, elle est composée de trois communes, la commune de Flaujac-Poujols ayant été ajoutée au périmètre.
En 2022, avec 24 307 habitants, elle représente la 1re unité urbaine du département du Lot et occupe le 23e rang dans la région Occitanie.
En 2021, sa densité de population s'élève à 261 hab/km2. Par sa superficie, elle représente 1,8 % du territoire départemental mais, par sa population, elle regroupe 14,02 % de la population du département du Lot.

## Composition 2020 de l'unité urbaine
Elle est composée des trois communes suivantes :
| Nom                   | Code Insee | Département | Statut       | Superficie (km2) | Population (dernière pop. légale) | Densité (hab./km2) | Modifier                                    |
| --------------------- | ---------- | ----------- | ------------ | ---------------- | --------------------------------- | ------------------ | ------------------------------------------- |
| Cahors (ville-centre) | 46042      | Lot         | ville-centre | 64,72            | 19 902 (2022)                     | 308                | modifier les données · modifier les données |
| Flaujac-Poujols       | 46105      | Lot         | banlieue     | 12,64            | 805 (2022)                        | 64                 | modifier les données · modifier les données |
| Pradines              | 46224      | Lot         | banlieue     | 16,49            | 3 600 (2022)                      | 218                | modifier les données · modifier les données |

## Évolution démographique
| 1968   | 1975   | 1982   | 1990   | 1999   | 2010   | 2015   | 2021   |
| ------ | ------ | ------ | ------ | ------ | ------ | ------ | ------ |
| 19 992 | 21 692 | 22 462 | 23 237 | 23 712 | 24 382 | 23 496 | 24 523 |

#### Données générales
- Unité urbaine en France
- Aire d'attraction d'une ville
- Liste des unités urbaines de France

#### Données démographiques en rapport avec l'unité urbaine de Cahors
- Aire d'attraction de Cahors
- Arrondissement de Cahors

#### Données démographiques en rapport avec le Lot
- Démographie du Lot